# Bosque nacional de San Juan
El bosque nacional de San Juan (en inglés: San Juan National Forest) es un bosque nacional de los Estados Unidos que protege 7603,42 km²) de los condados de Archuleta, Conejos, Dolores, Hinsdale, La Plata, Mineral, Montezuma, Río Grande, San Juan y San Miguel, en el oeste del estado de Colorado. Limita con el bosque nacional  Uncompahgre, al norte y el bosque nacional del Río Grande, al este. El bosque cubre la mayor parte de la porción sur de las montañas de San Juan al oeste de la Gran Divisoria en América del Norte. El bosque tiene dos áreas silvestres alpinas, la de Weminuche y San Juan del Sur, así como el Área de Piedra.